# 안개 속의 탈출
"안개 속의 탈출"은 1970년 공개된 대한민국의 영화이다.

## 배역
- 오지명
- 윤정희
- 장동휘
- 남정임
- 허장강
- 이낙훈
- 정성원
- 진성권
- 장혁
- 김기범
- 최성
- 지방열
- 김웅
- 최병철
- 이예성
- 추봉
- 김수천
- 황백
- 최재호
- 나일
- 이창식
- 석귀녀
- 지계순
- 이영호
- 김주오
- 김문주
- 김광일
- 황인철
- 최무웅
- 태무진
- 나정옥
- 김재구